# Вирів
Ви́рів — село в Україні, у Львівському районі Львівської області. Орган місцевого самоврядування — Жовтанецька сільська громада. На території сіл Вирів, Горпин, Якимів створено старостинський округ з центром у селі Вирів. Населення за даними реєстру територіальної громади на 1 червня 2021 року становило 279 осіб.

## Географія
Розташоване по обидвох берегах річки Горпинки, яка є лівою притокою Західного Бугу, за 35 км від обласного та районного центру — міста Львова, за 10 км від центру громади села Жовтанці і за 11 км від залізничної станції Колодно. Через село проходить автошлях загального користування С140605 Куликів—Великосілки, який прямує до автомобільного шляху міжнародного значення М06 Київ—Чоп.
Вирів розташований на висоті 228 метрів над рівнем моря та в межах своєрідної фізико-географічної області відомої під назвою Мале Полісся. З геологічної точки зору село розміщене на південно-західній околиці Руської платформи в межах Волинсько-Подільської плити‚ західний схил якої утворює Львівську мульду (западину).
Серед корисних копалин краю є пісок, глина і торф.
Вулиці
У Вирові налічується 7 вулиць.
- Вишнева
- Замкнена
- Зелена
- Олександра Содомори (колишня назва — Олексія Содомори)
- Садова (колишня назва — Трактористів)
- Центральна
- Шкільна

## Населення
На 1936 рік у селі мешкало 650 осіб, у 1939 році — 760 осіб, у 1945 році — 682 особи. За даними всеукраїнського перепису населення 2001 року у селі мешкало 360 осіб. Станом на 1 червня 2021 року — 279 осіб.
Мова
Розподіл населення за рідною мовою за даними перепису 2001 року був наступним:
| українська | 359 | 99,72 |
| російська  | 1   | 0,28  |

## Назва

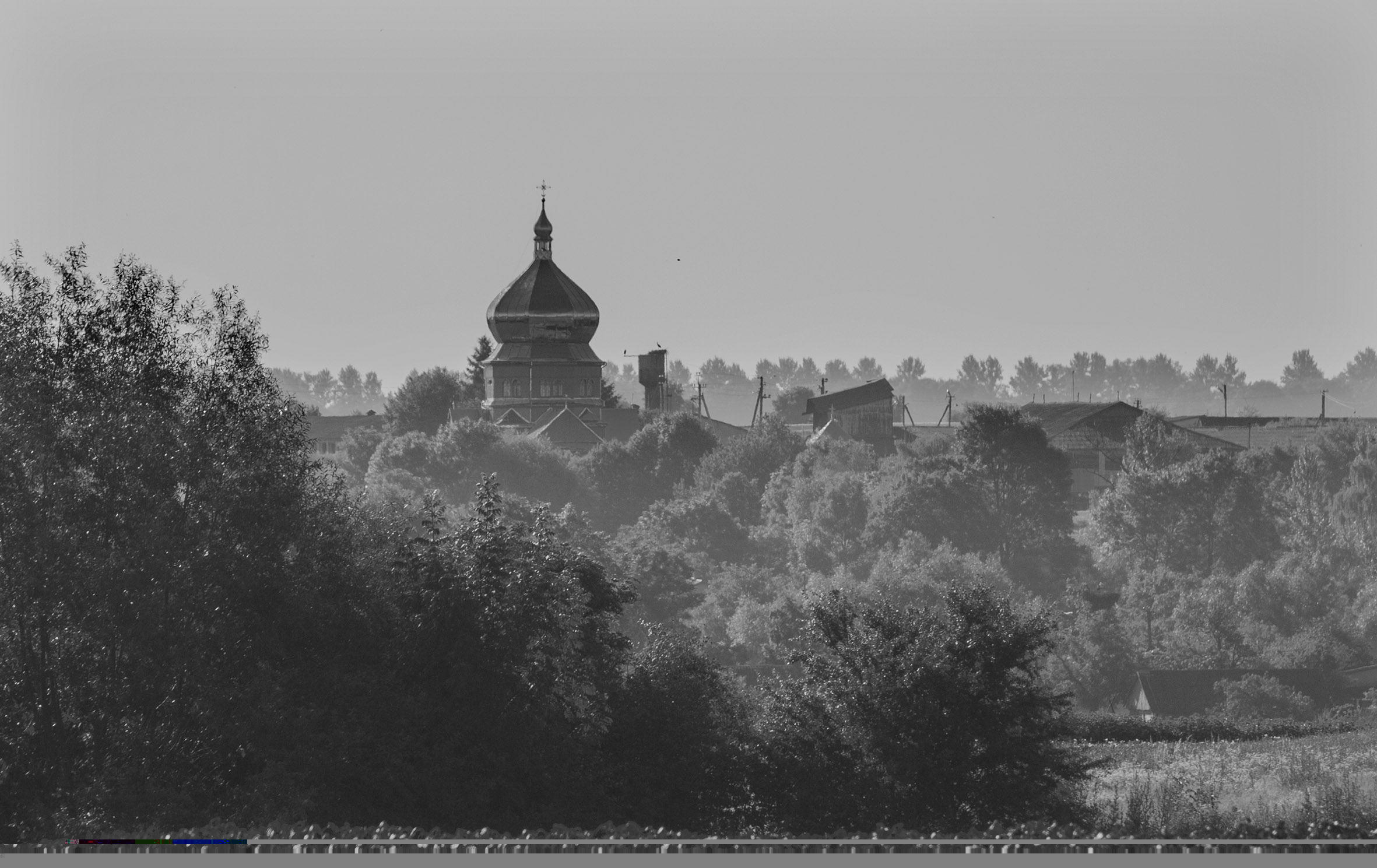
Краєвид села Вирів

Існує декілька гіпотез походження назви села:
- В архівних документах зустрічається давня назва села — Ворів. За переказами старожилів ця стародавня назва походить від того, що недалеко від села були ліси, у яких збиралися люди — втікачі, що не маючи землі, займалися крадіжками. Називали цих людей ворами, а село — селом ворів, злодіїв.
- Інші старожили твердять, що назва села походить від місця, на якому поселялися перші поселенці. Було це місце болотистим, порослим лісом, порізане глибокими ровами та ярами. Воно було надійним захистом від ворожого нападу. Село і зараз закрите горою неприродного характеру зі сходу. Старожили розповідають, що в центрі гори знаходились руїни якогось великого муру, льохи, де селяни ховалися під час воєн.

## Історія
Перша згадка про село Вирів походить з XIV століття і датується 1352 роком:
«Села Вирів, Горпин, Нагірці в Львівській землі стали власністю шляхтича Ґжеґожа (Григорія) Тимшиця (посмертно названий „Давидовським“), який отримав їх за заслуги від короля Казимира ІІІ.»

Друга згадка відноситься до XV століття, про що свідчить такий запис: 
«У 1456 році селянин села Вирів Сидір з селянами села Соколів позивав Станіслава Кая з Ліска, якого заступав Іван Неслухівський»
У 1549 році Сигізмунд II Август підтверджує акт купівлі-продажу сіл Вирів, Горпин і Тадані, укладений між Єжи Черніховським та Рафаелем Хотецьким.
Наступна згадка датується 1578 роком та вказується про наявність у селі церкви.

У 1649 році, повідомляє документ: 
«За зізнанням збирачів податків, с. Вирів було знищене татарами».
| 1352 — ?   | Григорій Тимшиц (Давидовський)                   |
| ~ 1456 — ? | Стибор з Винник (коронний суддя)                 |
| ? — 1470   | Михайло Давидовський                             |
| 1470 — ?   | Катерина Давидовська                             |
| ? — 1549   | Єжи Черніховський                                |
| 1549 — ?   | Рафаель Хотецький                                |
| ~ 1765 — ? | Ігнатій Коритко гербу Абданк (львівський мечник) |
| ?          | Давидовський?                                    |
| ?          | Зєльонка                                         |
| ?          | Котицький                                        |
| ?          | Черніховський                                    |
| 1860       | Євген Счжелецький (дідич)                        |
| ~ 1868 — ? | Іван Стжелецький                                 |
| 1902 — ?   | Ванда Стжелецька                                 |

На початку 1800-х років у Вирові була ковальня, в якій ковалями був рід Волянських, зокрема Казимир та Іван.
Основним заняттям жителів села було землеробство. Але більша частина землі належала не селянам, а поміщикам. Так за переписом 1868 року пану Івану (Євгену?) Стжелецькому належало 657 моргів землі, у той час як 347 селян користувалися лише 468 моргами. Селяни жили в злиднях і більша частина з них була змушена працювати на поміщика.
Згідно з описом сіл Кам'янецького повіту 1894 року у Вирові було 77 будинків з населенням 548 осіб.
У 1905 році село належало поміщиці Ванді Стжелецькій, у власності якої перебувало 267 га землі.
У 1914 році почалася перша світова війна, в селі почалася мобілізація, молодих юнаків призивали до війська, в селян забирали коней та продовольство.
Уродженці Вирова, учасники першої світової війни на боці Австро-Угорщини
- Біскуп Григорій (1885–?) — стрілець 19-го піхотного полку ландверу 7-ї роти, був поранений[10].
- Біскуп Іван (1892–?) — піхотинець 80-го піхотного полку 11-ї роти, полонений Російською імперією[11].
- Біскуп Михайло (1885–?) — піхотинець 19-го піхотного полку ландверу 1-ї роти, військовополонений, перебував в Ошському таборі[12].
- Вантух Василь (1889–?) — єфрейтор 80-го піхотного полку 1-ї роти, був поранений[13].
- Вантух Іван (1872–?) — піхотинець 230-го батальйону ландверу, військовополонений, перебував в таборі біля Симбірська[14].
- Війтів Іван (1889–?) — піхотинець 24-го піхотного полку 9-ї роти, був поранений[15].
- Війтів Михайло (1876–1918) — піхотинець 19-го піхотного полку ландверу та 222-го батальйону ландверу 1-ї роти, військовополонений, перебував в таборі в Томську та Москві[16][17].
- Війтів Теодор (1889–?) — єфрейтор 80-го піхотного полку 14-ї роти, був поранений[18].
- Волянський Михайло (1879–?) — піхотинець 222-го батальйону ландверу 1-ї роти, полонений Російською імперією, перебував в таборі у Москві[16].
- Зусько Семен (1872–?) — піхотинець 222-го батальйону ландверу, військовополонений, перебував в таборі біля Казані[19].
- Лащукевич Теодор (1890–?) — піхотинець 80-го піхотного полку 12-ї роти, військовополонений, перебував в таборі у місті Гродно[20].
- Магеровський Іван (1885–?) — піхотинець 19-го піхотного полку ландверу 5-ї роти, військовополонений, перебував в таборі у Воронежі[21].
- Мазуркевич Микола (1881–14.07.1918) — піхотинець 80-го піхотного полку, загинув[22].
- Михайлюк Михайло (1890–1914) — піхотинець 80-го піхотного полку 14-ї роти, загинув[23].
- Михайлюк Іван (1886–?) — боєць 3-го полку фортечної артилерії 6-ї роти, військовополонений Російською імперією, перебував в таборі у місті Фергана[24].
- Михайлюк Олександр (1890–?) — піхотинець 80-го піхотного полку 10-ї роти, військовополонений[25]
- Мозар Степан (1873–21.08.1917) — стрілець 18-го стрілецького полку[26].
- Олексишин Степан (1896–07.06.1918) — стрілець 111-го стрілецького полку 14-ї роти, був поранений[27][28].
- Пелих Данило (1883–?) — піхотинець 2-го піхотного полку ландверу 14-ї роти, військовополонений, повернувся за обміном[29].
- Процик Василь (1888–?) — піхотинець 80-го піхотного полку 15-ї роти, військовополонений, перебував в таборі у Симбірську[30].
- Процик Григорій (1885–?) — єфрейтор 80-го піхотного полку 4-ї роти, був поранений[31].
- Процик Йосип (1877–?) — піхотинець 222-го батальйону ландверу 1-ї роти, військовополонений[32].
- Процик Теодор (1883–?) — стрілець 80-го піхотного полку, військовополонений, перебував в таборі біля Пензи[33].
- Склярський Василь (1890–?) — капрал 80-го піхотного полку 2-ї роти, був поранений[34].
- Склярський Григорій (1882–?) — піхотинець 80-го піхотного полку 1-ї роти, військовополонений.
- Стефанишин Михайло (1898–?) — стрілець 22-го стрілецького полку, військовополонений, перебував у таборі Кассіно, в Італії[35].
- Форись Василь (1883–?) — піхотинець 19-го піхотного полку ландверу 11-ї роти, був поранений[36].
- Форись Михайло (1892–?) — піхотинець 102-го піхотного полку 14-ї роти, був поранений[37].
- Юрчишин Теодор (1879–?) — піхотинець 19-го піхотного полку ландверу, військовополонений, перебував у Слобідському таборі[38].
- Якимович Григорій (1873–?) — піхотинець 222-го батальйону ландверу 1-ї роти, військовополонений, перебував в таборі у Москві[39].
- Якимовець Михайло — воював на італійському фронті.[40]
- Якимович Степан (1881–14.11.1914) — стрілець 3-ї роти 19-го піхотного полку ландверу.

### ПеріодII Польської Республіки(1918–1939)

1937 р., Вирів. «Союз українок» (в центрі — Софія Содомора, дружина о. Олександра Содомори).

9 листопада 1926 року в м. Кам'янка Струмилова (центр повіту) відбувся повітовий народний з'їзд делегатів Українського національно-демократичного об'єднання. Провідником цього з'їзду було обрано вирівського отця-настоятеля Івана Курчабу, одним з членів Повітового народного комітету став селянин з Вирова Петро Карвацький, також одним з делегатів на Народний з'їзд до Львова став Василь Війків з Вирова
21 травня 1934 року рішенням Дирекції РСУК вирівський кооператив «Поступ» був прийнятий в Ревізійний Союз Українських Кооператив.
З 1 серпня 1934 року, в рамках реформи, село Вирів увійшло до складу гміни Желехув Великий (тепер с.Великосілки) в Кам'янецькому повіті.
Станом на 1936 рік у селі налічувалося 130 будинків та мешкало 650 осіб, на них припадало 700 моргів орного поля. Діяла читальня «товариства Просвіта» та місцевий кооператив.
У 1937 році в селі, за сприянням Софії Содомори (дружини пароха о. Олександра Содомори) виникає вирівська філія «Союзу Українок».
15 березня 1938 року, як пише газета «Діло», польська жандармерія, за дорученням Золочівської прокуратури, відібрала метрикальну греко-католицьку книгу Вирова та іншої низки сіл, з приводу того, що було здійснено кілька випадків недозволеного хрещення польських дітей греко-католицькими священниками.
Станом на початок 1939 року у Вирові мешкало 760 осіб, з них: українців — 735, поляків — 10 та латинників — 15.
| 1569 — 1772           |                                      | Буська земля                                                                             | Белзьке воєводство Малопольської провінції        | Річ Посполита           |
| 1772 — 1804           |                                      | Кам'янко-Струмилівський повіт                                                            | Королівство Галичини та Володимирії               | Габсбурзька монархія    |
| 1804 — 1867           |                                      | Кам'янко-Струмилівський повіт                                                            | Королівство Галичини та Володимирії               | Австрійська імперія     |
| 1867 — 1918           |                                      | Кам'янко-Струмилівський повіт                                                            | Королівство Галичини та Володимирії               | Австро-Угорська імперія |
| 5.09.1914 — літо 1915 |                                      | Кам'янсько-Струмилівський повіт Львівської губернії                                      | Галицько-Буковинське генерал-губернаторство       | Російська імперія       |
|                       |                                      | Кам'янко-Струмилівський повіт                                                            | Золочівський ВО Тернопільської військової області | ЗУНР                    |
| 1918 — 1939           | Ґміна Желєхув Велькі (від 1.08.1934) | Кам'янко-Струмилівський повіт                                                            | Тернопільське воєводство                          | Польська Республіка     |
| 1939 — 1941           |                                      | Кам'янко-Струмилівський повіт → Дідилівський район (з 10.01.1940)                        | Львівська область                                 | СРСР                    |
| 1941 — 1944           |                                      | Крайсгауптманшафт Кам'янка-Струмилова                                                    | Дистрикт Галичина                                 | Німецька імперія        |
| 1944 — 1991           |                                      | Новомилятинський район → Новояричівський район (з березня 1959) → Кам'янка-Бузький район | Львівська область                                 | СРСР                    |

### Під владоюСРСР(1939–1991)
28 вересня 1939 року, після укладання договору про дружбу та кордон між Німеччиною та СРСР, на зміну полякам прийшли радянські війська.

Під час другої світової війни на фронтах воювали 83 мешканці, 65 з них загинули
«З початком квітня сорок четвертого року посеред ночі село здригнулося від реву потужних моторів: насувалися важкі німецькі танки, двигтіла земля, падали тини, лягали дерева… П'ять важких танків з залогами зупинились біля нашої хати. Та не довго стояли: за кілька днів опівночі алярмово мусили вирушати,
— згадував Содомора Андрій (йдеться про спробу Вермахту зупинити весняний наступ ЧА на Правобережну Україну після Корсунь-Шевченківської операції), згадує далі: 
Одразу ж — радянські війська; знову ж танки; тим разом легші, але мобільніші (Т-34). Через село поспіхом проходили військові частини — піхота». 
Мова про радянський наступ влітку 1944 року під час Львівсько-Сандомирської операції.
Від вересня 1944 року Вирів належав до новоствореного Новомилятинського району, від березня 1959 року — до Новояричівського району, а згодом до Кам'янка-Бузького.
Шематизм 1945 року подає, що в цей час Вирів налічував 682 мешканці.
У 1949—1951 роках була проведена примусова колективізація сільського господарства. Був утворений колгосп імені Кутузова, за яким було закріплено 1469 га орної землі. Колгосп спеціалізувався на вирощуванні зернових та технічних культур (переважно цукрові буряки), а також на м'ясо-молочному тваринництві. Діяла восьмирічна школа, медпункт, будинок культури з залом на 325 місць, бібліотека з книжним фондом 10,3 тисячі екземплярів, 2 магазини, відділення зв'язку.

### ДіяльністьОУН-УПАна теренах села
З теренових вістей ВО «БУГ» УПА — Захід за 1943—1945 роки:

* «З кінцем минулого місяця (лютий, 1945 року) більшовики у Вирові роблять застави на дорогах, стежках, кладках та мостах. Був випадок, що наші люди (повстанці) налізли на таку заставу та її розігнали, вбили одного більшовика, одного ранили та здобули один кулемет»;
- «25 квітня 1945 року, під час короткого бою вбито у Вирові двох уповноважених осіб Ново-Милятинського РО НКВС — Завалія Петра та Кресанова Михайла (сержант партизан) та їх співробітницю з Желехова. В ході цієї операції роззброєно винищувальний батальйон дільниці Соколів в числі 16 людей. Здобуто один скоростріл Дехтярова, 2 ППШ, 15 крісів, 1 «Наган». Роззброєних стрибків покарано буками та розігнано по хатах»;
- «14 травня 1945 року в с. Вирів боївка засідкою поранила двох більшовиків»;
- «17 червня 1945 року кількох повстанців під командою друга «К.» було викрито ворожою більшовицькою облавою в шопі с. Вирів. Оточені повстанці на ворожі заклики здаватися — вбили чотирьох і поранили двох сталінських бандитів та прорвалися крізь вороже кільце. При цьому згинув один повстанець»;
- 3 березня 1946 року біля с. Вирів в бою загинули два повстанці Кафлюк Микола Михайлович — «Соловей», «Владко» (комендант кущової боївки Служби безпеки ОУН (б)) та Фарис Михайло Герасимович.

## Духовна історія

### Пра-церкви Вирова
Перша згадка про наявність в селі церкви відноситься до 1578 року.
Наступні згадки — візитаційні книги першої половини XVIII століття, церква, як зазначено у документі, через її геть підупалий стан потребує реставрації.

Церква Преображення Господнього із дзвіницею села Вирів. Збудовані у 1765 році. Наприкінці 1940-х років церкву розібрали. Дзвіниця функціонує досі. Фото початку 1900.

В матеріалах візитації 27 жовтня 1763 року описується тридільна з пірамідальним наметовим верхом дерев'яна церква Преображення Господнього з цвинтарем довкола церкви та дерев'яною, оббитою гонтом дзвіницею з двома невеликими дзвонами; церква, як повідомляє напис на одвірку, побудована 1763 року, але вона, зазначено у цьому ж документі «По кутах розійшлася і осіла в землю. Оскільки щойно збудована церква не могла осісти в землю, то тут, очевидно, — помилка (переставлено цифри): на одвірку зазначений був, мабуть 1673 рік.

Стара вирівська церква Преображення Господнього збудована у 1765 році. У 1930—1940 роках розібрана. Фото початку 1900-х рр.

З ерекційного акту, датованого 26 серпня 1765 року, дізнаємося, що львівський мечник, «на Вирові пан і дідич» Ігнатій Коритко гербу Абданк вибудовує у Вирові нову дерев'яну церкву і забезпечує відповідними посілостями пароха. Її ровесниця дзвіниця й досі стоїть, щоправда, обшита новими дошками.
| 1728 – ?    | о. Стефан Захаріяшевич                                                            |
| 1784–1799   | о. Іван Тарнавський                                                               |
| 1800–1849   | о. Антоній Тарнавський                                                            |
| 1849–1852   | о. Климен Турчин                                                                  |
| 1852–1885   | о. Михайло Улицький                                                               |
| 1885–1886   | о. Йосип Бродієвич                                                                |
| 1886–1905   | о. Теодор Білевич                                                                 |
| 1905–1919   | о. Євстахій Хрущевський                                                           |
| ?           | о. Стефанина                                                                      |
| ? – 1921    | о. Кіндрицкий                                                                     |
| 1921–1933   | о. Іван Курчаба                                                                   |
| 1933–1977   | о. Олександр Содомора, деколи йому допомагав тесть о. Савин Дурбак (до 1944 року) |
| 1977–1978   | о. Олексій Петришин                                                               |
| 1978–1979   | о. Кривий                                                                         |
| 1979–1982   | о. Яцків                                                                          |
| 1982–1992   | о. Володимир                                                                      |
| 1992–2009   | о. Василь Кулинич                                                                 |
| З 2009 року | о. Андрій Верес                                                                   |

У 1905 році вирівський селянин Тимко Стефанишин вибрався як паломник на Святу Землю, а щоб оплатити дорогу, продав частку свого поля.
У 1918 році, в селі будують або відновлюють плебанію, будинок де селилися священники, ймовірно Перша світова війна завдала серйозної шкоди.

### ЦеркваПреображення ГосподньогоПЦУ(1939)

Отець Олександр Содомора з парафіянами під час будівництва нової церкви (1937 р., Вирів)

Вирівський майстер Данило Якимовець виносить хрест на баню церкви (1939 р., Вирів)

У 1936 році коштом добровільних пожертв парафіян та старанням отця-настоятеля Содомори Олександра було започатковано будівництво нової дерев'яної церкви.
19 серпня 1936 року, на храмовий празник, деканом о. Михайлом Цегельським та вісьмома священниками було звершено освячення фундаменту. Проповідь виголосив о. Ю. Ванчицький, о. В. Пашковський і в кінці о. шамбелян Михайло Цегельський. Людей було близько 3000 з усієї околиці.
Будову церкви Преображення Господнього у Вирові (архітектор Євген Нагірний, будівничий Василь Літовинський) вдалося завершити перед самим початком другої світової війни (виносив хрест на церковну баню вирівський майстер Данило Якимовець). Ця нелегка, як на тодішні часи, робота, звісно ж, не могла бути виконана без високої активності свідомих, перейнятих національною ідеєю і християнською мораллю парафіян. Один лише приклад. Для покриття бані потрібна була бляха. Роздобути її Кам'янці-Струмиловій о. Олександр доручив церковному паламарю Михайлові Стефанишину. Він, щоб не вернутися з порожніми руками (грошей не вистачило), заставив за отриману, чеську, бляху власне поле!

Церква Преображення Господнього села Вирів. Отець Олександр Содомора виголошує проповідь (початок 1950-х років)

Кінець 1930-х рр. Нова і стара церкви з дзвіницею села Вирів

Освятив церкву о. Цегельський 19 серпня 1939 року в свято Преображення Господнього.

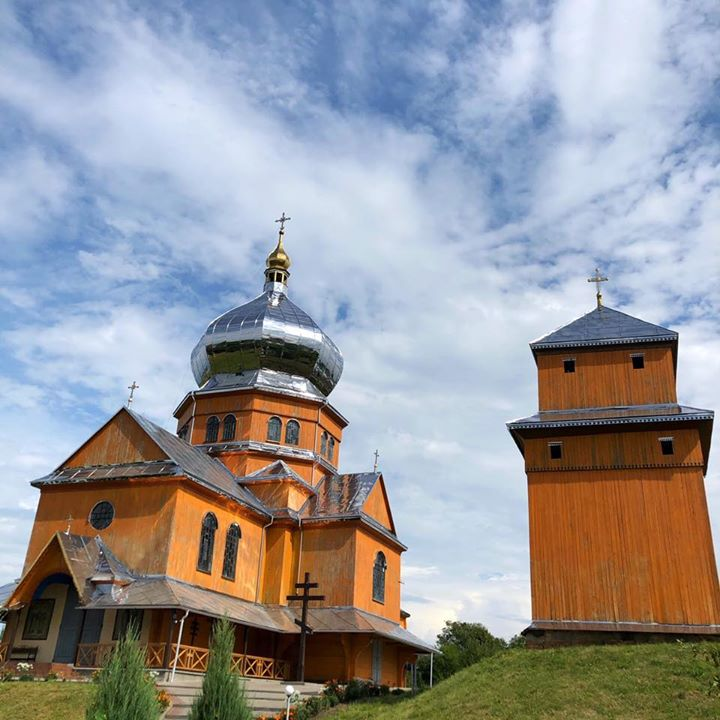
Спасо-Преображенський храм ПЦУ села Вирів. Сучасний стан.

Дерев'яна церква стоїть на плато схилу. З боку головного входу церква висотою — 25 метрів (висота 8-ми поверхового будинку). Церква хрестоподібна у плані, оточена піддашшям, яке навколо бабинця переходить в широке опасання — галерею з дерев'яною огорожею (оновлена влітку 2020 року) Головний вхід у церкву підкреслений стрімким двосхильним дахом. Крім центральних дверей існують бокові. До великого гранчастого вівтаря прибудовані високі ризниці. На стінах храму є високі вікна аркової та круглої форми. До 1990-х років зовнішні стіни церкви були коричневого кольору, потім церква була пофарбована в білий, а її бляшаний дах в зеленому кольорі. У 2009 році зовнішні стіни храму були пофарбовані в оранжевий колір, а купол та дахи перекрили новою бляхою. На середохресті нави, на великому світловому восьмерику, поставлена великих розмірів баня з ліхтарем і маківкою. В інтер'єрі храму розташований різьблений і золочений іконостас XVII століття, деякі частини його імовірно перенесені зі старої церкви. Храм згідно проєкту мав бути трикупольним, але через наближення війна, вирішили завершити будівництво з одним куполом. Варто зазначити і про те, що храм побудовано на насипному ґрунті.
На південний-захід від церкви розташованана дерев'яна двоярусна дзвіниця, накрита шатровим дахом. Збудована приблизно у 1765 році, нині оббита новими ґонтами та перекрита бляхою. У 2019 році дзвіницю віднесли до пам'яток культурної спадщини.
Під час влади УРСР храм та громада насильно були включені до РПЦ.
У 1991 році парафіяни вирівського Спасо-Преображенського храму перейшли в УАПЦ.
24 серпня 2014 року, в честь 75-ліття церкви, з архіпастирським візитом село відвідав митрополит Львівський Високопреосвященіший Макарій.
Після об'єднавчого собору українських церков 15 грудня 2018 року храм належить громаді Львівської єпархії Православної церкви України.

#### Мироточива ікона Божої Матері «Праворучиця»

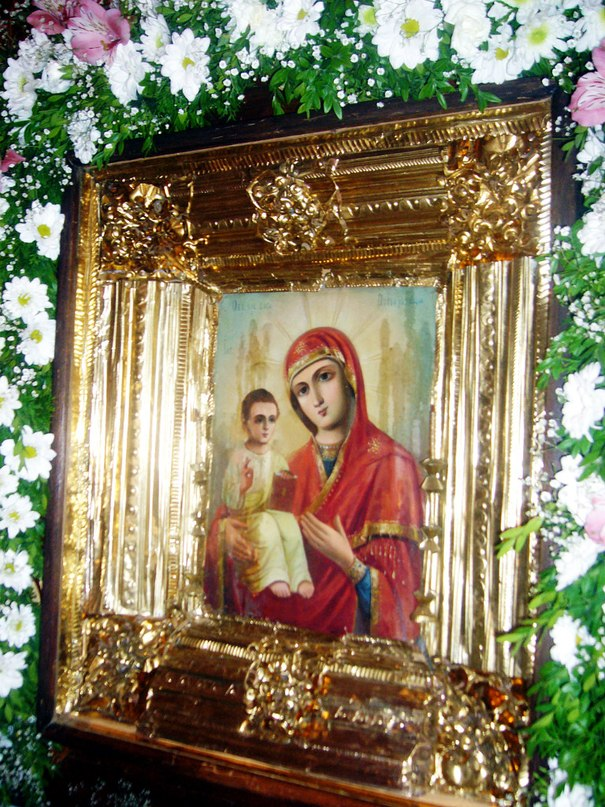
Мироточива ікона Матері Божої «Праворучиця»

В храмі зберігається мироточива ікона Божої Матері «Праворучиця». Точних відомостей щодо автора і місця написання ікони немає, зокрема відомо, що перебувала ця ікона на Поволжі (РФ), а в Україну була перевезена у 30-х роках XX століття у м. Дніпро родиною Вдовиченко. За життєвими обставинами ця сім'я виїхала за кордон у 1998 році та передала ікону своїм друзям, родині Висоцьких у село Вирів. Важливий факт полягає в тому, що у 2006 році на іконі поступово почали з'являтися вологі, жирні сліди, які чимраз збільшувалися. Рідина виділялася з середини ікони і була олієподібної форми.
Весною, 2010 року з благословення настоятеля храму ікона була оглянута експертами — іконописцями, які підтвердили, що зовнішнього втручання в появленні слідів не виявлено. Настоятелем храму були наведені деякі архівні довідки щодо цієї ікони. Вважається що це є копія чудотворної ікони Божої Матері «Праворучиця», яка зберігається у монастирі Мега Спілеон (Велика печера — в перекладі), що в містечку Калаврита у Греції. Це одна з перших ікон написана апостолом Лукою. Що цікаво — зображення Божої Матері на іконі було нанесено кольоровим воском.
18 липня 2010 року в с. Вирів відбулося урочисте перенесення ікони Божої Матері «Праворучиця» з дому родини де вона зберігалась до храму Преображення села Вирів. В урочистостях взяли участь декан Жовківсько-Кам'янка-Бузького благочиння митрофорний протоієрей Іван Сас, священники деканату, парафіяни храму і надзвичайно велика кількість паломників з сусідніх сіл.
День вшанування ікони «Праворучиця» припадає на 25 січня. У 2013 році в День вшанування вирівської ікони, Спасо-Преображенський храм з пастирським візитом відвідав Високопреосвященіший Макарій, митрополит Львівський, де молитовно з собором священнослужителів і вірними вшанували Пресвяту Богородицю.

## Інфраструктура

### Освіта
У селі до 2023 року працювала одна школа — Вирівська філія I—II ступенів Жовтанецького опорного закладу загальної середньої освіти I—III ступенів, але від 1 вересня 2023 року діяльність навчального закладу тимчасово призупинена.

### Транспорт
Через село курсує приміський автобус № 222 сполученням «Львів—Якимів».

### Економіка
Починаючи з 1990-х років на території села швидкими темпами почав розвиватися бізнес. Сьогодні мешканці Вирова займаються підприємницькою діяльністю, як в селі, так і поза його межами.
Найбільшою підприємницькою структурою зареєстрованою у Вирові є ТОВ «Агро ЛВ Лімітед», яке спеціалізується на вирощуванні ярої та озимої пшениці, кукурудзи, ріпаку, сої та картоплі для українських та закордонних харчових ринків. Підприємство є структурним підрозділом агропромислової компанії «Контінентал Фармерз Груп».

## Культура
У Вирові діє Народний дім та сільська бібліотека. При Народному домі с. Вирів створений ансамбль «Світлиця», який активно бере участь у різних культурних заходах територіальної громади.

## Археологічні розвідки
У 1925 році, на території села, археологом Богданом Янушем (Кароповичем) був виявлений курган епохи бронзи (початок II тисячоліття до н. е.). У похованні виявили бронзову прикрасу, крем'яне листоподібне вістря списа та скелет людини з ранньої бронзової доби.
На околиці села Вирів, біля тригонометричного пункту — поховання культури шнурової кераміки, проводилися розкопки.

## Відомі люди
Народилися
- Голяк Леся Степанівна (нар. 1968) — українська поетеса.
- Жовнірчук Володимир Михайлович (нар. 1940) — український науковець, кандидат технічних наук.
- Сілецький Василь Іванович — український військовик, солдат Збройних Сил України, учасник російсько-української війни.
- Содомора Андрій Олександрович — відомий перекладач, письменник та науковець. Син вирівського священника Олександра Содомори.
- Франко Ольга Федорівна (Білевич) — українська кулінарка, авторка куховарських книг; дочка вирівського священника Теодора Білевича та дружина Петра Івановича Франка.
- Юрків Василь Михайлович — священник, багаторічний настоятель храму у селі Пикуловичі, активний церковний діяч третього відродження УАПЦ.

Загинули
- Безхлібник Василь Михайлович — (псевдо: «Сурма»; 1922—1 березня 1945) — член ОУН(р) з 1940 року; організаційно-мобілізаційний референт районного проводу; загинув 1 березня 1945 року у с. Вирів[54].
- Кафлюк Микола Михайлович (псевдо: «Соловей», «Владко»; нар. ? — 3 березня 1946) — комендант кущової боївки Служби безпеки ОУН (б). Загинув 3 березня 1945 року біля с. Вирів[45].
- Олексишин Михайло Йосипович (псевдо: «Дуб»; нар. ?, Вирів—30 червня 1946) — стрілець УПА, загинув 30 червня 1946 року у с. Вирів.
- Соловйов Володимир Степанович (1923—17 липня 1944) — старший сержант ЧА, солдат 9 механізованого корпусу 10 окремого мотострілецького батальйону. Загинув у Вирові під час Львівсько-Сандомирської операції. У 1997 році перепохований на пагорбі Слави у Львові.
- Фарис Михайло Герасимович (нар. ? — 3 березня 1946) — стрілець УПА, загинув 30 червня 1946 року біля с. Вирів[46].